# COLORS (SNS)
COLORS(カラーズ)とはSNSの一つ。運営はSEモバイル・アンド・オンライン株式会社。

## 概要
招待制のSNSであるが招待なしでも加入できる。招待なしで登録した場合仮会員となり正式登録用はがきが郵送される。当初はポイント制を導入していたが2007年6月1日廃止となった。

## ポイント制廃止の影響
2007年6月1日にポイント制廃止に伴い換金目当てのユーザーが退会し著しい過疎化を招いた。

## サービス内容
ダイアリー
装飾機能等はないシンプルなもの。画像はアップロードが3つURLが2つまでGIFとJPEGのみ。オススメやレビューを挿入できる。
レビュー
本、音楽、エレクトロニクス等をレビューする機能。ダイアリーと同時に書くこともできる。
オススメ
スポンサーサイトの中からオススメのサイトを選ぶ。
紹介文やキャッチコピーはデフォルトのものを使う簡単登録と自分で書くカスタム登録がある。
コミュニティー
共通の話題で集まるところ。
メールボックス
メールの保存は10日間。
アクセスログ
過去3日間のアクセスした人を記録。